# 15630 Дісанті
15630 Дісанті (15630 Disanti) — астероїд головного поясу, відкритий 24 квітня 2000 року.
Тіссеранів параметр щодо Юпітера — 3,559.